# La serva padrona

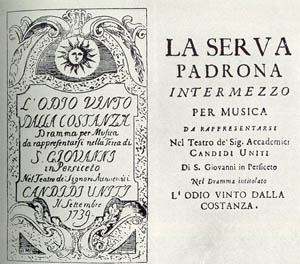
Operaprogram från 1739.

La serva padrona (svenska: En liten hustyrann eller Ett litet huskors) är en opera-buffa (intermezzo) i två akter med musik av Giovanni Battista Pergolesi. Libretto av Gennaro Antonio Federico.

## Historia
Operan är Pergolesis mästerverk i buffa-genren och betydlig mer framgångsrik än hans opera serior. Operan uruppfördes den 28 augusti 1733 på Teatro San Bartolomeo i Neapel, men väckte inget större uppseende, eftersom den var ett intermezzo bland många andra. Men vid Parispremiären 1752 utlöste operan en musikhistorisk fejd, buffoniststriden (la querelle des bouffons), mellan dem som försvarade den franska höviska operan (Rameau) och den folkligare buffaoperans förespråkare. Rousseau och encyklopedisterna prisade Pergolesis La serva Padrona som ett mönsterexempel på en naturlig och vardagsnära operastil. Den spelades över hela Europa under 1700-talet och texten översattes till flera språk. Dess popularitet har varat intill våra dagar.
Den svenska premiären ägde rum på Eriksbergsteatern i Stockholm den 3 oktober 1781. Premiär på Kungliga Operan i Stockholm med titeln "Ett litet huskors" den 13 oktober 1881.

## Personer
- Uberto, en gammal ungkarl (Bas)
- Serpina, hans tjänsteflicka (Sopran)
- Vespone, hans tjänare (stum roll)

## Handling
Operan utspelar sig i Italien i början av 1700-talet.
Pigan Serpina styr och ställer i den rike ungkarlen Ubertos hem. För att slippa hennes häftiga humör berättar Uberto att han skall gifta sig. Serpina bestämmer sig för att hon själv skall bli husets härskarinna. Hon börjar med att låta Uberto bli medveten om hur van han har blivit vid henne. Sedan berättar hon att hon själv ämnar gifta sig och presenterar Uberto för kapten Temptesta som i själva verket är tjänaren Vespone som har klätt ut sig. Den plumpa kaptenen får Uberto att hysa medlidande med Serpina. När pigan sedan ställer honom inför valet att antingen betala en summa i hemgift eller också själv gifta sig med henne, väljer Uberto äktenskapet och gör därmed pigan till sin hustru.